# Mats Åhlberg
Mats Bertil Åhlberg (* 16. Mai 1947 in Avesta) ist ein ehemaliger schwedischer Eishockeyspieler.

## Karriere
Mats Åhlberg begann seine Karriere als Eishockeyspieler in seiner Heimatstadt beim Avesta BK, für dessen Seniorenmannschaft er von 1963 bis 1966 in der damals noch zweitklassigen Division 2 aktiv war. Anschließend wechselte der Center zum Leksands IF aus der Division 1. Mit Leksands gewann er in den Jahren 1969, 1973, 1974 und 1975 jeweils den nationalen Meistertitel. In der Saison 1975/76 war Leksands eines der Gründungsmitglieder der erstmals ausgetragenen schwedischen Profiliga Elitserien. Er selbst wurde in der Saison 1976/77 Topscorer und bester Torschütze der Elitserien-Hauptrunde. Im Anschluss an die Saison 1980/81 beendete er im Alter von 34 Jahren seine Karriere.  

### International
Für Schweden nahm Åhlberg an den Olympischen Winterspielen 1972 in Sapporo sowie 1980 in Lake Placid teil. Bei den Winterspielen 1980 gewann er mit seiner Mannschaft die Bronzemedaille. Zudem stand er im Aufgebot seines Landes bei den Weltmeisterschaften 1973, 1974, 1975, 1976, 1977 und 1978 sowie 1976 beim Canada Cup. Bei den Weltmeisterschaften 1974, 1975 und 1976 gewann er mit seiner Mannschaft jeweils die Bronze-, bei den Weltmeisterschaften 1973 und 1977 jeweils die Silbermedaille.   

## Erfolge und Auszeichnungen
| - 1969 Schwedischer Meister mit Leksands IF - 1973 Schwedischer Meister mit Leksands IF - 1973 Schwedisches All-Star Team - 1974 Schwedischer Meister mit Leksands IF - 1974 Schwedisches All-Star Team | - 1975 Schwedischer Meister mit Leksands IF - 1975 Schwedisches All-Star Team - 1977 Schwedisches All-Star Team - 1977 Topscorer der Elitserien - 1977 Bester Torschütze der Elitserien |

### International
| - 1973 Silbermedaille bei der Weltmeisterschaft - 1974 Bronzemedaille bei der Weltmeisterschaft - 1975 Bronzemedaille bei der Weltmeisterschaft | - 1976 Bronzemedaille bei der Weltmeisterschaft - 1977 Silbermedaille bei der Weltmeisterschaft - 1980 Bronzemedaille bei den Olympischen Winterspielen |